# 밸리 오브 더 울프: 팔레스타인
밸리 오브 더 울프: 팔레스타인(Kurtlar Vadisi Filistin, Valley of the Wolves: Palestine)은 터키에서 제작된 쥬베이르 사스마즈 감독의 2011년 액션, 모험 영화이다. 네카티 사스마즈 등이 주연으로 출연하였다.

## 출연

### 주연
- 네카티 사스마즈
- 에르달 베식시오그루
- 누르 아이산

### 조연
- 귀르칸 우이군
- 케난 코반